# Air Saguenay
Air Saguenay — колишня канадська регіональна авіакомпанія зі штаб-квартирою в місті Сагне (провінція Квебек), що виконує пасажирські та вантажні авіаперевезення в північній частині Канади. У листопаді 2019 року, Air Saguenay припинила свою діяльність.

## Історія
До початку 1960-х років в Сагне функціонував місцевий аероклуб «Saguenay Aero Club», невеликий парк літаків якого базувався на пристані озера Кеногамі-Лейк і використовувався для навчання і тренування пілотів місцевої авіації. На початку 1960-х весь парк літаків, відомий як Saguenay Air Service, був придбаний місцевим розвідником норки Пітером Шохом. Новий власник відкрив нову базу для гідролітаків придбаної фірми, розраховуючи організувати хороший сервіс з перевезення туристів, мисливців і рибалок, націлений головним чином на службовців великих компаній Rio Tinto Alcan і Price Brothers, а також для потреб державних лісопатрульних служб.
До середини 1970-х років Saguenay Air Service поступово розширювалася, а в 1976 році об'єдналася з місцевою авіакомпанією Gagnon Air Service, змінивши свою назву на сучасну Air Saguenay. У 1980 році власником авіакомпанії став квебекський бізнесмен Жан-Клод Тремблей.
Протягом наступних років компанія послідовно поглинала невеликі авіакомпанії місцевого значення: Air Caribou і Club Chambeaux з Фермонта, Labrador Air Safari і Derap Aviation, що мали в своєму парку кілька гідролітаків і власні стоянки на річці Святого Лаврентія.

## Флот

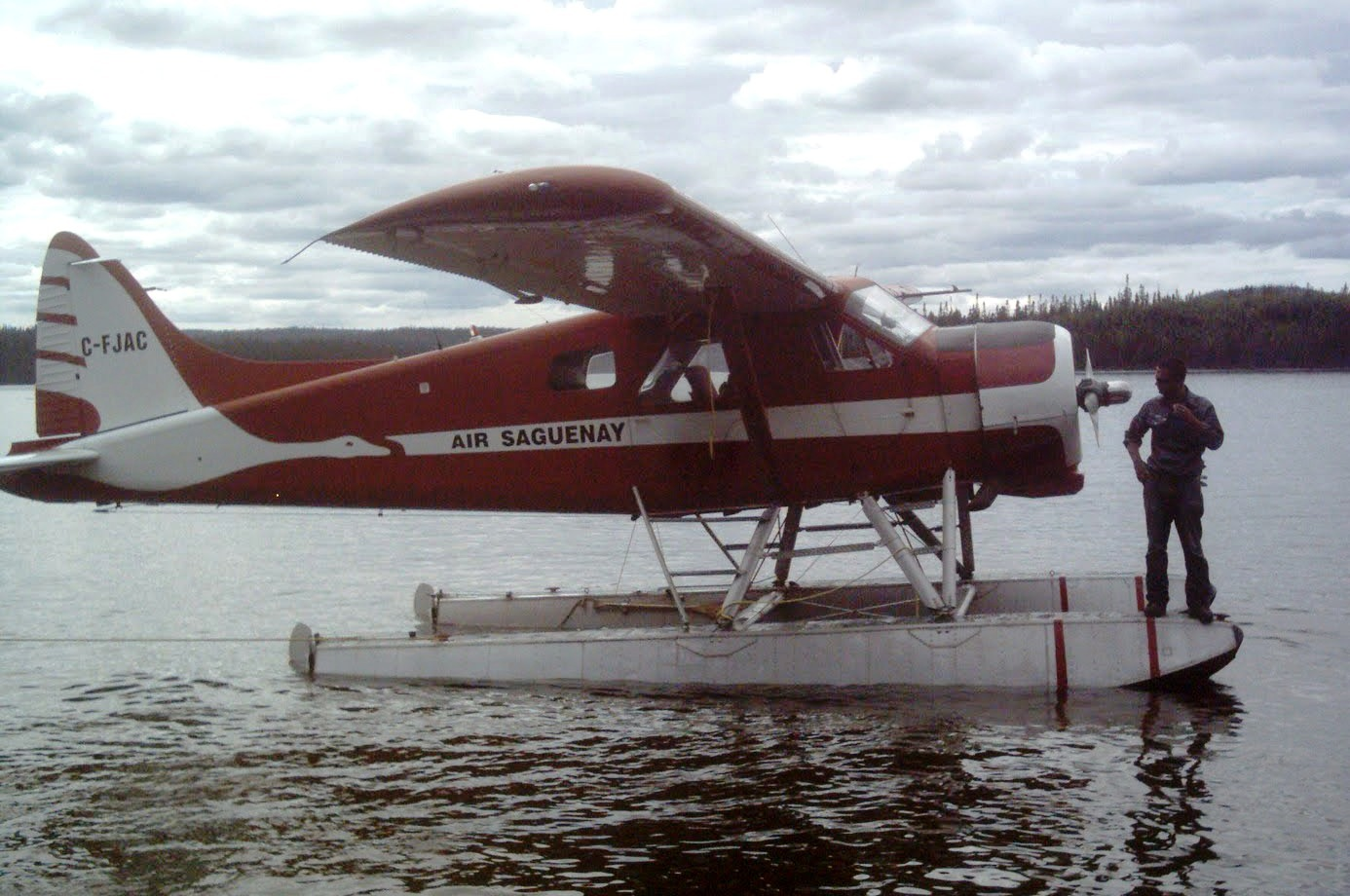
de Havilland Canada DHC-2 Beaver авіакомпанії Air Saguenay

Станом на квітень 2000 року повітряний флот авіакомпанії Air Saguenay становили 28 гідролітаків, зареєстрованих в реєстрі Міністерства транспорту Канади: